# Segunda Categoría del Guayas 2011
El Campeonato Provincial de Segunda Categoría de Guayas 2011 será un torneo de fútbol en Ecuador en el cual compiten equipos de la Provincia de Guayas. El torneo es organizado por Asociación de Fútbol del Guayas (AsoGuayas) y avalado por la Federación Ecuatoriana de Fútbol. El torneo iniciará en abril de 2011. Participarán 20 clubes de fútbol serán divididas en 5 grupos.

## Equipos participantes
| Equipos participantes        | Equipos participantes | Equipos participantes                                          |
| ---------------------------- | --------------------- | -------------------------------------------------------------- |
|                              |                       |                                                                |
| Equipo                       | Ciudad                | Estadio                                                        |
| 9 de Octubre                 | Guayaquil             | Estadio Alejandro Ponce Noboa de Fertisa                       |
| Patria                       | Milagro               | Estadio Los Chirijos                                           |
| Everest                      | Guayaquil             | Estadio Alejandro Ponce Noboa de Fertisa                       |
| Calvi                        | Guayaquil             | Estadio Alejandro Ponce Noboa de Fertisa                       |
| Panamá                       | Guayaquil             | Estadio Alejandro Ponce Noboa de Fertisa                       |
| Norte América                | Guayaquil             | Estadio Alejandro Ponce Noboa de Fertisa                       |
| Academia Alfaro Moreno       | Guayaquil             | Estadio Alejandro Ponce Noboa de Fertisa                       |
| ESPOL                        | Guayaquil             | Estadio de la Escuela Superior Politécnica del Litoral         |
| L.D. Estudiantil             | Guayaquil             | Estadio Alejandro Ponce Noboa de Fertisa                       |
| Liga de Guayaquil            | Guayaquil             | Estadio FEDER                                                  |
| Montenegro F.C.              | Samborondón           | Estadio de la Liga Deportiva Cantonal de Samborondón           |
| Estudiantes del Guayas       | Guayaquil             | Estadio Ramón Unamuno                                          |
| Naval                        | Guayaquil             | Estadio Alejandro Ponce Noboa de Fertisa                       |
| Liceo Cristiano de Guayaquil | Guayaquil             | Estadio Alejandro Ponce Noboa de Fertisa                       |
| Fedeguayas                   | Guayaquil             | Estadio Ramón Unamuno                                          |
| Don Café                     | Guayaquil             | Estadio Alejandro Ponce Noboa de Fertisa                       |
| Paladín "S"                  | Durán                 | Estadio Pablo Sandiford de la Liga Deportiva Cantonal de Durán |
| Sur y Norte                  | Guayaquil             | Estadio Alejandro Ponce Noboa de Fertisa                       |
| Ferroviarios                 | Durán                 | Estadio Pablo Sandiford de la Liga Deportiva Cantonal de Durán |
| Guayaquil F.C.               | Guayaquil             | Estadio Alejandro Ponce Noboa de Fertisa                       |

## Equipos por Cantón
| Cantón    | N.º | Equipos |
| --------- | --- | --- |
| Guayaquil | 15  | 9 de Octubre, Everest, Calvi, Panamá, Norte América, Academia Alfaro Moreno, ESPOL, L.D. Estudiantil, Liga de Guayaquil, Estudiantes del Guayas, Naval, Liceo Cristiano de Guayaquil, Fedeguayas, Don Café, Sur y Norte y Guayaquil F.C. |
| Durán     | 2   | Paladín "S" y Ferroviarios |
| Milagro   | 1   | Patria |

## Clasificación

### Grupo 1
| Equipo                 | Pts | PJ | PG | PE | PP | GF | GC | DG |
| ---------------------- | --- | -- | -- | -- | -- | -- | -- | -- |
| Patria                 | 3   | 1  | 1  | 0  | 0  | 5  | 0  | +5 |
| Academia Alfaro Moreno | 3   | 1  | 1  | 0  | 0  | 2  | 0  | +2 |
| Guayaquil F.C.         | 3   | 1  | 1  | 0  | 0  | 2  | 0  | +2 |
| Norte América          | 3   | 1  | 1  | 0  | 0  | 1  | 0  | +1 |
| Estudiantes del Guayas | 0   | 1  | 0  | 1  | 0  | 0  | 1  | -1 |
| Don Café               | 0   | 1  | 0  | 1  | 0  | 0  | 2  | -2 |
| L.D. Estudiantil       | 0   | 1  | 0  | 1  | 0  | 0  | 2  | -2 |
| Liga de Guayaquil      | 0   | 1  | 0  | 1  | 0  | 0  | 5  | -5 |
| Calvi                  | 0   | 0  | 0  | 0  | 0  | 0  | 0  | 0  |

|  | Clasificado al Octagonal final. |

### Grupo 2
| Equipo       | Pts | PJ | PG | PE | PP | GF | GC | DG |
| ------------ | --- | -- | -- | -- | -- | -- | -- | -- |
| Paladín "S"  | 0   | 0  | 0  | 0  | 0  | 0  | 0  | 0  |
| ESPOL        | 0   | 0  | 0  | 0  | 0  | 0  | 0  | 0  |
| Panamá       | 0   | 0  | 0  | 0  | 0  | 0  | 0  | 0  |
| Sur y Norte  | 0   | 0  | 0  | 0  | 0  | 0  | 0  | 0  |
| Fedeguayas   | 0   | 0  | 0  | 0  | 0  | 0  | 0  | 0  |
| Everest      | 0   | 0  | 0  | 0  | 0  | 0  | 0  | 0  |
| 9 de Octubre | 0   | 0  | 0  | 0  | 0  | 0  | 0  | 0  |
| Ferroviarios | 0   | 0  | 0  | 0  | 0  | 0  | 0  | 0  |
| Naval        | 0   | 0  | 0  | 0  | 0  | 0  | 0  | 0  |

|  | Clasificado al Octagonal final. |